# Goričko narečje
Goríčko naréčje je poleg markovskega (dolinskega), soboškega in ravenskega eno izmed štirih glavnih narečij prekmurščine, ki jih govorijo prebivalci na območju Slovenije (na Madžarskem je v uporabi še porabsko narečje). Goričko narečje je v uporabi na območju Goričkega, severno od Cankove. Glede na posamezna zemljepisna področja ima še več jezikovnih različic:  
- bomečko (bömečko) goričko podnarečje (okolica Petrovcev)
- vidonsko goričko podnarečje (okolica Vidoncev)
- trtovsko goričko podnarečje (okolica Trdkove)
- kuzmiško (küzmiško) goričko podnarečje (okolica Kuzme)
- slavečarsko goričko podnarečje (okolica Gornjih in Dolnjih Slavečev)
- posebno podnarečje goričkega narečja je tudi porabščina, ki jo govorijo Slovenci v Porabju.

Značilnost bomečkega podnarečja je pogosta uporaba fonema »dž« (npr. »dža« = jaz, »džajce« = jajce, itd.). Zato govorce tega podnarečja imenujemo tudi džajaši. Za vidonsko podnarečje je značilna pogosta zamenjava fonema »o« z »a« (npr. »Mate kance pa gambe?« = Ali imate konce (niti) in gumbe?). Za trtovsko podnarečje je značilna uporaba goričkih starožitnic, zato so nekateri izrazi popolnoma drugačni od ostalih jezikovnih različic (npr. »čipincl« = motovilec, »čapalejskati« = hoditi po blatu), tako kot v kuzmiškem podnarečju beseda »črejbli« = čevlji.
V preteklosti je bila značilnost vseh goričkih podnarečij v tem, da so ženske v 1. osebi ednine uporabljale moški slovnični spol (»govor na moškega«, npr. namesto jaz bom šla »ge mo šla« = jaz bom šel »ge mo šou«). Danes se tak način uporablja le še med starejšimi prebivalkami. 